# Écureuil volant
Taxons concernés
- Une famille :
  - Anomaluridae
- Une sous-famille :
  - Pteromyinae (stricto sensu)modifier

L'expression « écureuil volant », ou « écureuil planeur », est un nom vernaculaire ambigu en français qui désigne plusieurs groupes de rongeurs d'apparence proche des écureuils classiques mais disposant de capacités de « vol » grâce à la présence d'une membrane entre les membres antérieurs et postérieurs appelée patagium. Ils sont classés en deux groupes distincts :
- La sous-famille des Pteromyinae ou « vrais écureuils volants », de la même famille que les écureuils au sens strict, mais dont quelques espèces sont aussi appelées des polatouches.
- La famille des Anomaluridae ;

On appelle parfois également « écureuils volants », par erreur, des dermoptères de la famille des Cynocephalidae et des marsupiaux de la famille des Petauridae, qui ont le même type de membrane permettant de planer, par convergence évolutive.

## Noms français et noms scientifiques correspondants
Liste alphabétique des noms vulgaires ou des noms vernaculaires attestés en français.

Certaines espèces ont plusieurs noms et, les classifications évoluant encore, certains noms scientifiques ont peut-être un autre synonyme valide.
Liste non exhaustive :
- Écureuil volant cendré — Eupetaurus cinereus[2]
- Écureuil volant d'Amérique du Nord — Glaucomys volans[3]
- Écureuil volant d'Eurasie — Pteromys volans[2]
- Écureuil volant de Beecroft — Anomalurus beecrofti[2],[4]
- Écureuil volant de Derby — Anomalurus derbianus [4]
- Écureuil volant de Java — Hylopetes lepidus[2]
- Écureuil volant de Pel — Anomalurus pelii [4]
- Écureuil volant de Sibérie — voir Écureuil volant d'Eurasie[3]
- Écureuil volant de Zenker — Idiurus zenkeri[2]
- Écureuil volant du Nord — Glaucomys sabrinus[2]
- Écureuil volant du Sud — Glaucomys volans[2]
- Écureuil volant géant de Chine — Petaurista xanthotis[2]
- Écureuil volant géant rouge et blanc — Petaurista alborufus[2]
- Écureuil volant japonais — Pteromys momonga[3]
- Écureuil volant pygmée — Anomalurus pusillus[2]
- Écureuil volant rouge — Petaurista petaurista[2]
- Écureuil volant — Pteromys volans[2] ou les espèces du genre Glaucomys[5]